# Magnus Rommel

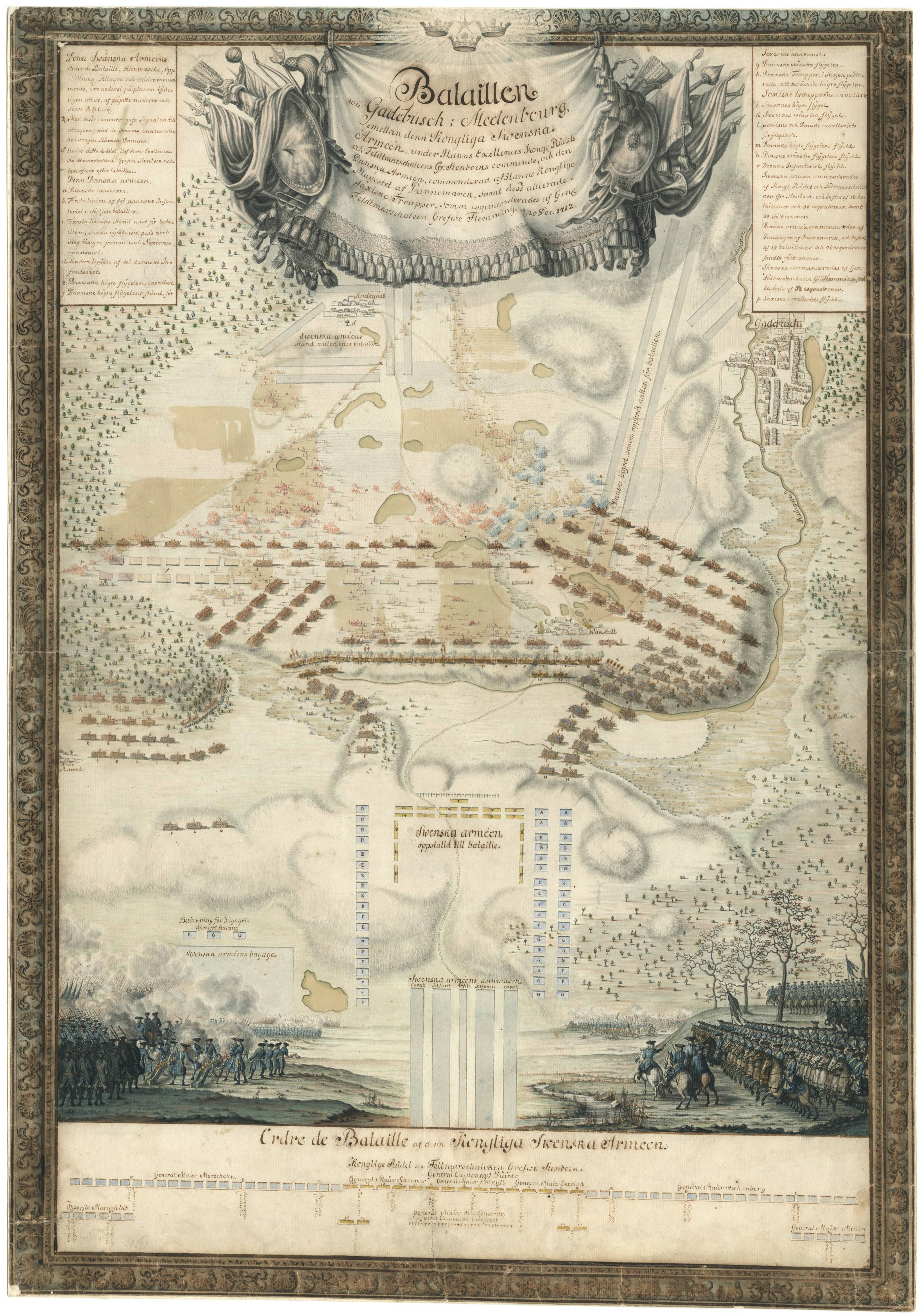
Magnus Rommels bataljkarta över Slaget vid Gadebusch.

Magnus Rommel (Romel), född 1676, i Stockholm, död 8 oktober 1735 i Stockholm var en svensk fortifikationsofficer, tecknare och målare.
Rommel är tidigast nämnd som en av de konstnärliga medarbetarna i Olof Rudbecks bildverk Campus Elysii. Efter grundläggande utbildning inom fortifikationen tjänstgjorde han vid Adam Philipp von Krassows armé i Polen 1708–1709 men överflyttades vid årsskiftet 1710 till fortifikationen i Pommern. Som generalkvartermästare vid Magnus Stenbocks armé deltog han i slaget vid Gadebuch 1712 varefter han vid kapitulationen vid Tönningen kom att bli dansk krigsfånge under sex år. Rommel har utfört ett stort antal bataljkartor med insprängda realistiska scener från bland annat slaget vid Gadebuch, komponerat porträtt. Flertalet av  Rommels arbeten finns bevarade i Krigsarkivet.